# Ortenberg (Berg)
Der Ortenberg ist eine 995,9 m ü. NHN  hohe Erhebung der südwestlichen Schwäbischen Alb. Er liegt am südlichen Rand des Oberen Schlichemtals bei Deilingen im Landkreis Tuttlingen und gehört zum Großen Heuberg. Er bildet mit Bol, Montschenloch, Rainen und Wandbühl ein zusammenhängendes Bergmassiv. Am Ortenberg bricht diese Bergkette steil Richtung Nordwesten zum mehr als 300 Meter tiefer gelegenen Schlichemtal ab.

## Einzelnachweise

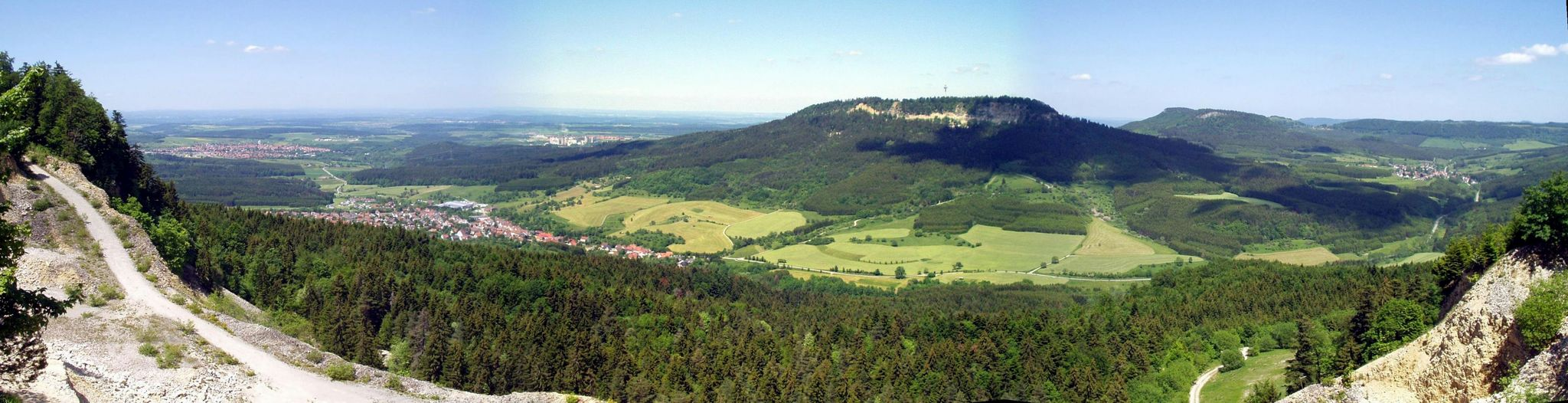
Panoramablick vom Ortenberg auf den Plettenberg und das Obere Schlichemtal

## Naturschutzgebiet
Ein ehemaliger Steinbruch an der Nordseite des Ortenbergs ist seit 23. Februar 2001 als Geotop und Naturschutzgebiet ausgewiesen. Das NSG hat die Schutzgebietsnummer 3.258 und ist 71,6 Hektar groß. Seine aufgelassene Wand erschließt ca. 40 m des unteren weißen Juras. Geschützt ist ein für das Traufgebiet der Hohen Schwabenalb repräsentativer Hangabschnitt mit Mergelrutschhalden, Felsbildungen, reliktischen Pflanzengesellschaften und wertvollen Waldgesellschaften, die als Lebensraum für eine Vielzahl seltener, überwiegend alpigener, zum Teil stark gefährdeter Pflanzenarten, sowie seltener Tierarten dienen.